# Decebalus
Decebalus, död 106 e.Kr., var en dakisk kung från 87 till sin död.
När det dakiska riket föll isär efter Burebistas död var det Decebalus som organiserade försvaret i huvudstaden Sarmizegetusa Regia mot det romerska riket. Decebalus besegrades slutgiltigt av romarna år 106 och begick sedan självmord.
Efter hans död upphörde Dakien (ungefär lika med det nuvarande Rumänien) som självständig nation. En ny huvudstad upprättades 40 kilometer från den gamla och fick namnet Ulpia Traiana Sarmizegetusa.

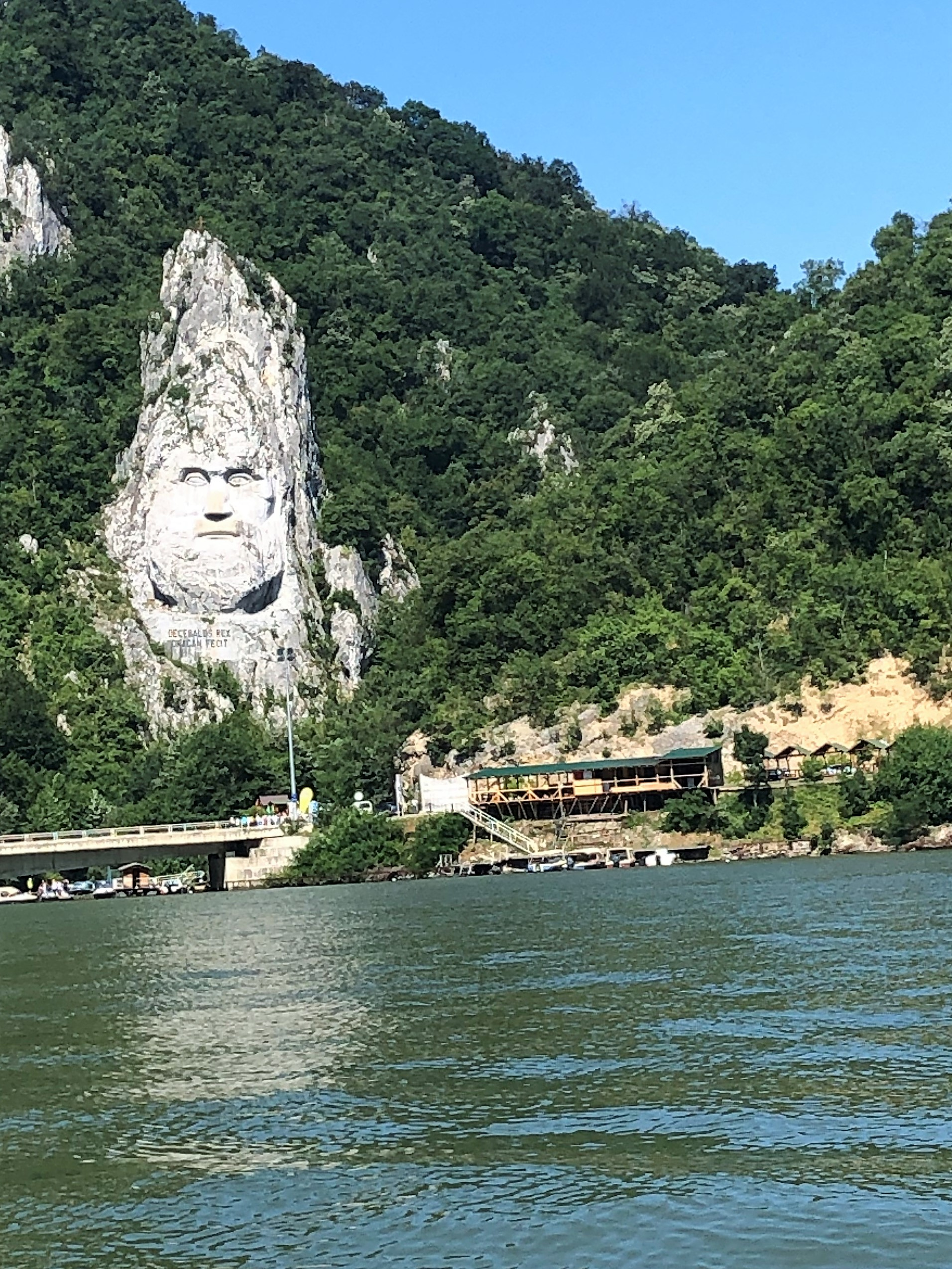
Decebalus